# Mazda Nextourer
Le Mazda Nextourer est un concept car du constructeur automobile Japonais Mazda, présenté au salon de Francfort en 1999.
Il est dévoilé aux côtés du monospace MPV et du concept Neospace, son nom est la contraction de Next et de Tourer pour désigner un véhicule de voyage futuriste.
Son design est celui d'un crossover, croisement d'un monospace et d'un SUV, il se veut un véhicule routier confortable et flexible.
Il adopte une motorisation V6 de 3.0 litres pour 221 ch ainsi qu'une transmission à variation continue.